# Torneo de Winston-Salem 2015
El Winston-Salem Open 2015 es un torneo de tenis. Pertenece al ATP Tour 2015 en la categoría ATP World Tour 250. El torneo tendrá lugar en la ciudad de Winston-Salem, Carolina del Norte, Estados Unidos, desde el 23 de agosto hasta el 29 de agosto de 2015 sobre canchas duras. El torneo, forma parte del US Open Series 2015.

## Cabezas de serie

### Individual masculino
| Tenista                | Ranking | Preclasificada |
| Gilles Simon           | 11      | 1              |
| Kevin Anderson         | 15      | 2              |
| Jo-Wilfried Tsonga     | 19      | 3              |
| Viktor Troicki         | 20      | 4              |
| Guillermo García-López | 29      | 5              |
| Thomaz Bellucci        | 33      | 6              |
| Sam Querrey            | 34      | 7              |
| Borna Ćorić            | 38      | 8              |
| Benoît Paire           | 42      | 9              |
| João Sousa             | 44      | 10             |
| Jiří Veselý            | 45      | 11             |
| Pablo Andújar          | 46      | 12             |
| Steve Johnson          | 48      | 13             |
| Marcos Baghdatis       | 50      | 14             |
| Teimuraz Gabashvili    | 51      | 15             |
| Jerzy Janowicz         | 52      | 16             |

- Ranking del 17 de agosto de 2015

### Dobles masculinos
| Tenista                             | Ranking | Preclasificada |
| Pierre-Hugues Herbert Nicolas Mahut | 42      | 1              |
| Łukasz Kubot Daniel Nestor          | 62      | 2              |
| Treat Huey David Marrero            | 73      | 3              |
| Eric Butorac Scott Lipsky           | 73      | 4              |

## Campeones

### Individual Masculino
Kevin Anderson venció a  Pierre-Hugues Herbert por 6-4, 7-5

### Dobles Masculino
Dominic Inglot /  Robert Lindstedt vencieron a  Eric Butorac /  Scott Lipsky por 6-2, 6-4